# 885 TCN
885 TCN là một năm trong lịch La Mã.